# Lachen (Švýcarsko)
Lachen je obec ve švýcarském kantonu Schwyz. Je hlavním sídlem okresu March. Žije zde přibližně 8 800 obyvatel.

## Geografie
Obec Lachen leží v horní části Curyšského jezera, zvané Obersee, v deltě řeky Wägi. Nejvyšší bod leží v nadmořské výšce 420 m, nejnižší 406 m n. m. Rozloha obce četně vodních ploch činí 519 ha (5,2 km²), z toho 54,7 % tvoří Curyšské jezero. Dle rozlohy je Lachen nejmenší obcí kantonu Schwyz.

## Historie

Letecký pohled (1919)

Název Lachen pochází ze starohornoněmeckého lahha („tůň, bažina“) a odkazuje na bažinatý břeh jezera Obersee, na kterém Lachen leží. Dřívější odvození z latinského ad lacum „u jezera“ je v současnosti odmítáno. Místo je poprvé doloženo v roce 1217 jako de Lachun „z Lachenu“.
Několik málo nálezů, jako je římská mince z roku 1857, nesvědčí o předřímském nebo římském osídlení. S přesunem sídla Rapperswilských z Altendorfu (Muschelberg) na druhou stranu jezera (dnes Rapperswil) ztratila jeho původní poloha na významu, zatímco Lachen získal status na nejdůležitější vesnice v oblasti, jelikož leží v přirozeném zálivu. V roce 1386 se Lachen stal součástí švýcarského panství v rámci zemské smlouvy mezi střední částí oblasti March a Schwyzem.
V období před rokem 1798 se o místní církevní, politické a hospodářské záležitosti starala farnost a družstvo. Do 45členného okresního zastupitelstva volili občané Lachenu devět členů. V helvétském období patřil Lachen do okresu Rapperswil v kantonu Linth. Od roku 1803 je hlavním městem nově vytvořeného okresu March a sídlem okresních úřadů. Během politických konfliktů v kantonu Schwyz v letech 1831–1833 se Lachen střídal s Einsiedelnem jako hlavní město krátce existujícího kantonu Schwyz äusseres Land. V těchto letech se Lachen stal centrem liberálně-progresivních myšlenek v rámci kantonu.
V pozdním středověku a raném novověku se na náměstí Landsgemeindeplatz v horní části obce scházelo okresní shromáždění, zvané landsgemeinde. Až do roku 1999 se zde projednávala politická rozhodnutí pro okres March.

## Obyvatelstvo
| Vývoj počtu obyvatel | Vývoj počtu obyvatel | Vývoj počtu obyvatel | Vývoj počtu obyvatel | Vývoj počtu obyvatel | Vývoj počtu obyvatel | Vývoj počtu obyvatel | Vývoj počtu obyvatel | Vývoj počtu obyvatel | Vývoj počtu obyvatel |
| -------------------- | -------------------- | -------------------- | -------------------- | -------------------- | -------------------- | -------------------- | -------------------- | -------------------- | -------------------- |
| Rok                  | 1850                 | 1900                 | 1950                 | 1970                 | 1980                 | 1990                 | 2000                 | 2010                 | 2020                 |
| Počet obyvatel       | 1506                 | 1971                 | 3458                 | 4914                 | 5456                 | 5995                 | 6317                 | 7809                 | 9137                 |

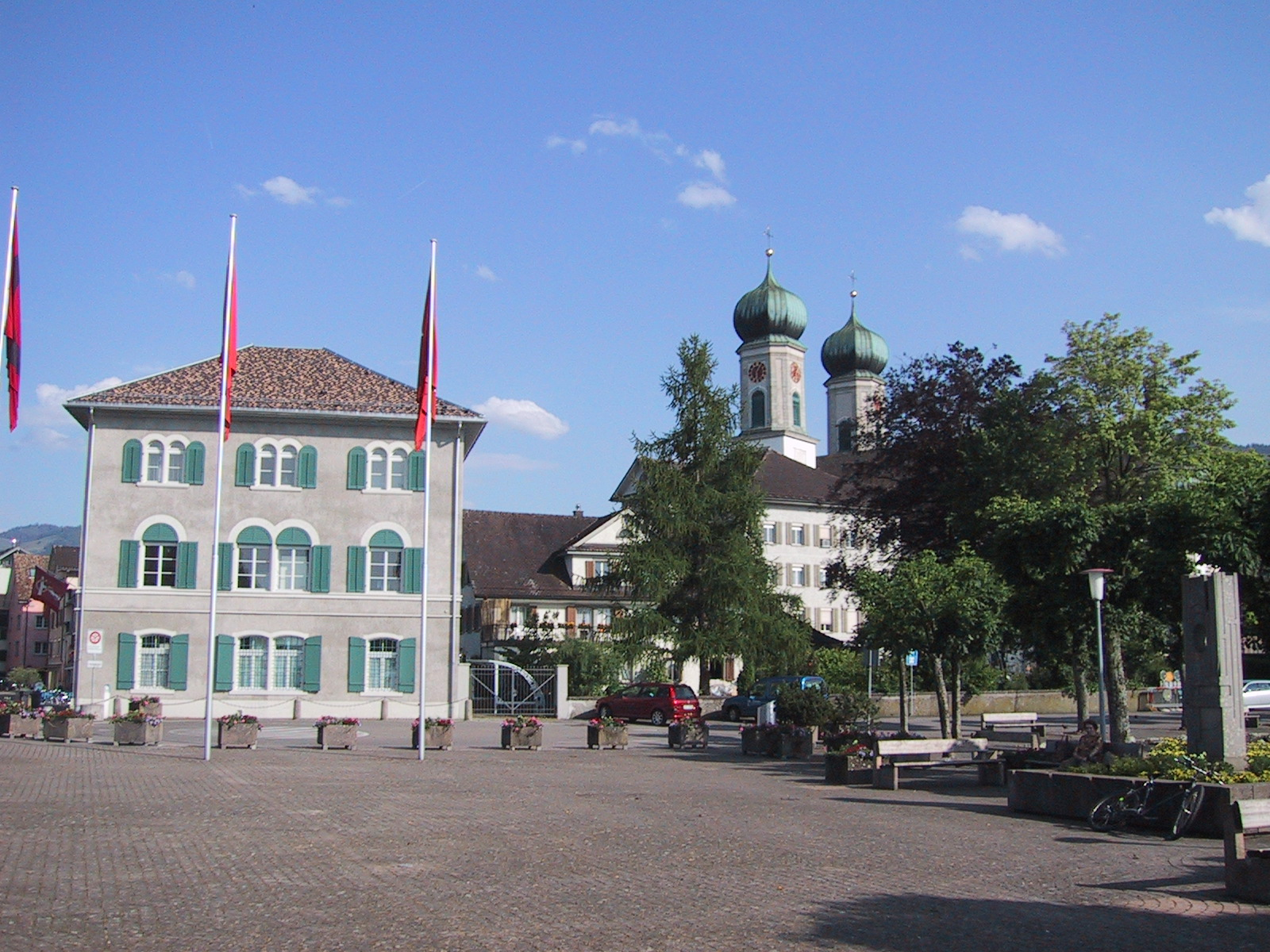
Náměstí s kostelem

Většina obyvatel hovoří německy (84,9 %), následuje italština (5,1 %) a albánština (2,4 %).

## Hospodářství

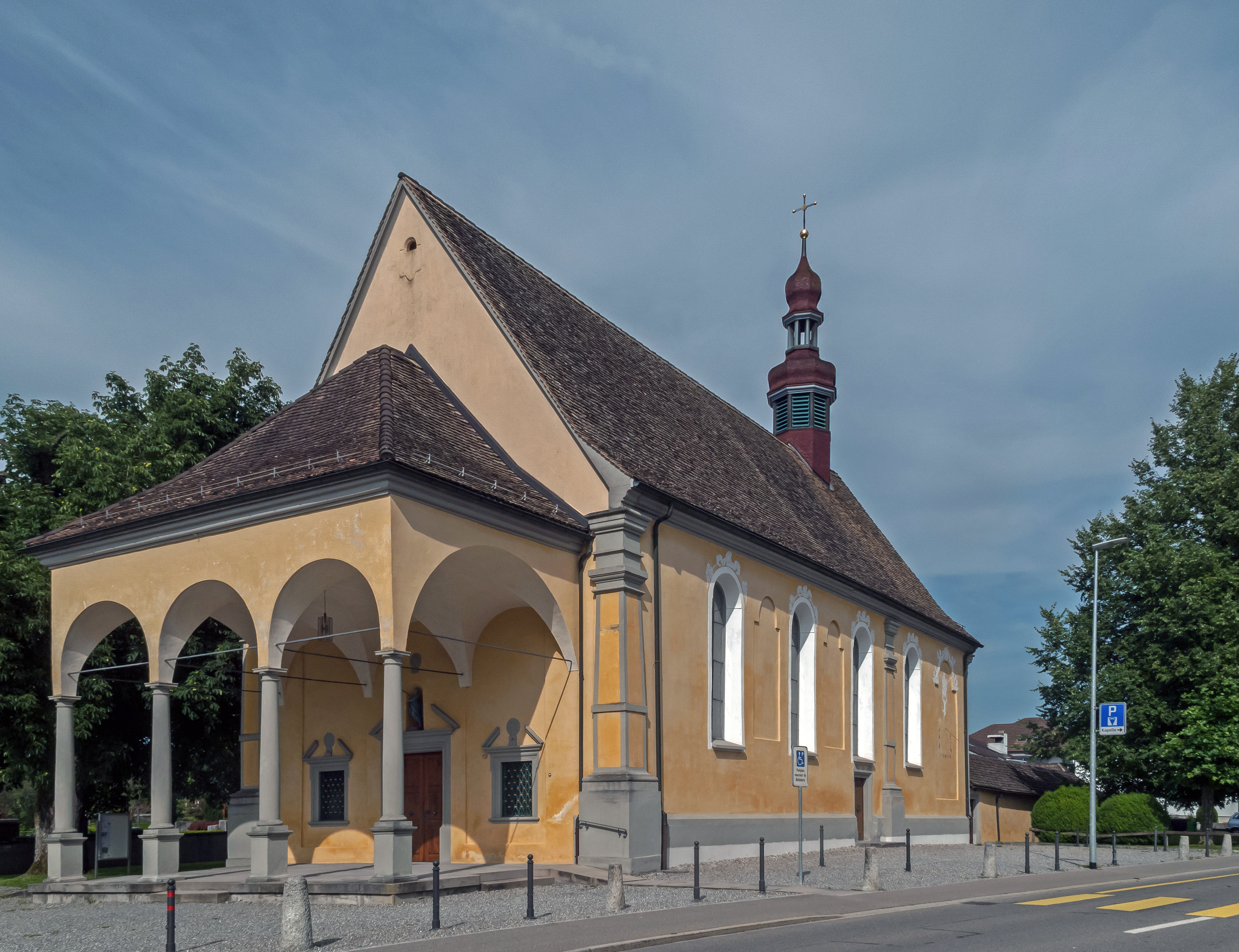
Kaple

Lachen je sídlem farmaceutické společnosti Octapharma. Společnost Estée Lauder Companies má v Lachenu závod na výrobu parfémů.
Lachen s výraznými vrcholky Wägitalských Alp v pozadí je nejen lákavým místem ke koupání v Curyšském jezeře nebo k výletům lodí, ale také oblíbeným výchozím bodem pro nenáročné pěší túry, delší horské nebo lyžařské túry a náročné výstupy.
Díky své jihovýchodní poloze na břehu Curyšského jezera je Lachen známý výhledem na jeden z nejkrásnějších západů slunce na celém jezeře.

## Doprava
Směrem na Reichenburg a Pfäffikon jezdí autobusové spoje. Z nádraží jezdí spoje Švýcarských spolkových drah do Curychu a Ziegelbrücke. Každou hodinu zajišťuje přímý spoj S25 (známý dříve pod názvem Glarner Sprinter) na hlavní nádraží v Curychu. V letních měsících jezdí z přístaviště na jezeře pravidelná výletní linka plavební společnosti Zürichsee-Schiffahrtsgesellschaft.

## Osobnosti
- Joachim Raff (1822–1882), hudební skladatel